# Jižní Keltma
Jižní Keltma (rusky Южная Кельтма [Južnaja Keltma]) je řeka v Permském kraji v Rusku. Je 172 km dlouhá. Povodí má rozlohu 5 270 km².

## Průběh toku
Ústí zleva do Kamy na 1060 říčním kilometru.

### Přítoky
Nejvýznamnější přítok je řeka Timšor.

## Vodní režim
Zdroj vody je smíšený s převahou sněhových srážek. Zamrzá v průměru na začátku listopadu a rozmrzá na konci dubna.